# Surju (obec)
Obec Surju (estonsky Surju vald) je bývalá samosprávná jednotka estonského kraje Pärnumaa. Zanikla svým začleněním do obce Saarde

## Obyvatelstvo
Na území zrušené obce žije přibližně tisíc obyvatel v celkem 11 vesnicích Surju, Metsaääre, Jaamaküla, Lähkma, Saunametsa, Kikepera, Kalda, Ristiküla, Kõveri, Ilvese a Rabaküla. Správním centrem obce je vesnice Surju, podle níž je obec pojmenována.